# Michael Grosse (Landschaftsarchitekt)
Michael Grosse (auch: Michael Große; * 1620; † 1680) war ein deutscher Gärtner und erster Gestalter der Herrenhäuser Gärten.

## Leben
Michael Grosse wurde zu Beginn des Dreißigjährigen Krieges geboren. Nach dem Kriegsende war er ab 1653 und bis 1675/76 zunächst Gärtner auf dem Küchengarten in Linden und erhielt hierfür ein Gehalt von 155 Thalern. Parallel dazu  erteilt Herzog Johann Friedrich im Jahr 1666 dem handwerklich gut vorgebildeten Michael Große den Auftrag, ergänzend zu dem in Herrenhausen neu aufgerichteten Lusthaus einen Garten anzulegen.
Grosse war noch von der sogar in Italien ausklingenden Renaissance geprägt. So translozierte er, „brav und ordentlich“, das damals zeitlich schon überholte italienische Gartendenken nach Niedersachsen und reihte in dem anfangs noch kleinen „Großen Garten“ zunächst nur ein Ziergarten südlich des Lusthauses, ein Quadrat neben das andere, 16 insgesamt. Zudem ließ er eine Allee aus Linden in Längssicht des Hauses südwärts in Richtung Leine streben und von zwei Fischteichen flankieren. Die Größe des von Grosse angelegten Gartens entsprach dem heutigen Luststück nebst Gartentheater und Königsbusch. Er reichte bis zu den Schwanenteichen und war etwa so breit wie diese zusammengenommen, nahm also ungefähr die Fläche des heutigen Große Parterres ein und entsprach etwa 40 Morgen.
Ebenfalls ab 1666 beauftragte der Herzog Michael Grosse mit der Planung für einen nordöstlich des Lusthauses zu schaffenden Berggarten. Dieser war anfangs als reiner Nutzgarten für die Hofküche in Herrenhausen gedacht und sollte den Hof mit allerlei Obst und Gemüse versorgen. Seinen Namen erhielt der Garten, den Michael Große zunächst auf einer Fläche von 8500 m² beplant, auf einer zuvor teilweise abgetragenen Sanddüne. Zwar sollte der Berggarten mit dem höfischen Bereich von Herrenhausen eine Einheit bilden. Doch Michael Große reihte im Berggarten lediglich ein rechtwinklig geschnittenes Gemüsebeet neben das andere ohne besondere formale Gestaltung. Ergehen wollte sich in solch einer Nutzfläche aber niemand. Es gab anfangs keine Bezugnahmen zwischen dem Lusthaus und dem Garten oder umgekehrt.
Nachfolger von Michael Grosse wurde Henri Perronet, der schon seit 1674 den Großen Garten erweitert hatte. Er vergrößerte ab 1677 den Berggarten auf 30.000 m² und formte ihn streng nach den Vorbildern der Küchengärten des Sonnenkönigs in Versailles (Potager du roi) und auf Schloss Marly-le-Roi.